# Прапор Уніжа
Пра́пор Уніжа — офіційний символ села Уніж, Коломийського району Івано-Франківської області, затверджений 8 липня 2005 р. рішенням Луківської сільської ради.
Автор — А. Гречило.

## Опис
Квадратне полотнище, розділене по діагоналі з верхнього вільного кута синьою смугою (завширшки в 3/10 сторони прапора), обабіч смуги — по зеленій гілці дуба з трьома листочками та двома жолудями.

## Значення символів
Синя смуга підкреслює розташування села над Дністром, а дубові гілки вказують на навколишні ліси та багаторічний дуб.